# Synaphe morbidalis
Synaphe morbidalis is een vlinder uit de familie snuitmotten (Pyralidae). De wetenschappelijke naam is voor het eerst geldig gepubliceerd in 1849 door Guenee.
De soort komt voor in Europa.